# Bosques sagrados de kayas de los mijikenda
Los bosques de kaya de los mijikenda son once lugares separados entre sí a lo largo de 200 km de la costa de Kenia en los que se sitúan los restos de pueblos fortificados denominados Kaya. Fueron creados en el siglo XVI siendo abandonados en la década de 1940. 
Estos pueblos abandonados a lo largo de la costa constituyen una serie de espacios sagrados pues según las creencias de los pueblos de la zona se han convertido en la morada de los antepasados de las tribus. Estos once lugares sagrados se han convertido en un testimonio singular de tradición cultural y veneración sagrada en nuestros días.
Los bosques que rodean los poblados han sido conservados y cuidados por los habitantes de la región al ser declarados a su vez bosques sagrados.

## Principales kaya
Los Kaya inscritos en la lista de la Unesco, de los más de treinta existentes, son:
- Kaya Giriama
- Kaya Jibana
- Kaya Kambe
- Kaya Kauma
- Kaya Ribe
- Rabai Kayas
- Duruma Kayas
- Kaya Kinondo

En total la zona catalogada consta de 1538 ha.